# Hans Krüger
Hans Krüger (6 de julio de 1902 - 3 de noviembre de 1971) fue un exmiembro del Partido Nacionalsocialista Obrero Alemán y otras organizaciones nazis que sirvió como juez del SS en la Polonia ocupada durante la Segunda Guerra Mundial. Después de la guerra empezó su carrera política en Alemania Occidental dentro de la Unión Demócrata Cristiana (UDC). Ejerció el cargo de Ministro Federal para Personas Desplazadas, Refugiados y Víctimas de Guerra de la República Federal Alemana desde el 17 de octubre de 1963 hasta el 7 de febrero de 1964, durante el primer gabinete del Canciller Ludwig Erhard, así como el de Presidente de la Federación de Expulsados desde 1959 hasta 1964 y fue miembro del Bundestag desde 1957 hasta 1965. Renunció al gabinete en medio de la controversia sobre sus actividades durante la guerra.

## Biografía
Nació en Neustettin, Provincia de Pomerania (hoy Szczecinek, Polonia). Culminó sus estudios de ciencia política y derecho en 1922. En 1934 fue nombrado juez en Pomerania, después de aprobar dos exámenes en 1927 y 1929 respectivamente. En 1937, su trabajo como juez fue alabado por oficiales del gobierno a causa de "evitar sensibilidades innecesarias" y su "correcta dirección" al dictar sentencias.

### En el Partido Nazi
Krüger afirmó haber participado en el Putsch de Múnich. En aquel entonces era miembro del Partido Nacionalsocialista Obrero Alemán y otras organizaciones nazis, tales como el Reichsbund Deutscher Beamter (Servicio civil alemán), la NS-Rechtswahrerbund (Asociación de abogados nacionalsocialistas) y la Volksbund für das Deutschtum im Ausland (Asociación para el germanismo en el extranjero). Trabajó como juez en Lauenburg (Lębork), Stargard (Stargard Szczeciński) y después de 1940 en Chojnice (Konitz), donde fue nombrado Ortsgruppenleiter y dictó varias sentencias de muerte. Sirvió en la Kriegsmarine entre 1943 y 1945.

### Carrera política en Alemania Occidental
Después de la guerra, Krüger se unió a la UDC y fue cofundador de la Federación de Expulsados, uniéndose al predecesor de dicha federación en 1948 y siendo presidente de esta desde 1959 hasta 1964. Fue miembro del Bundestag desde 1957 hasta 1965, siendo adjunto del Comité para Personas Despalazas, Refugiados y Víctimas de Guerra desde 1961 hasta 1963.
En 1963 fue nombrado Ministro Federal para Personas Desplazadas, Refugiados y Víctimas de Guerra, ejerciendo dicho cargo hasta 1964. Renunció al gabinete y a la presidencia de la Federación de Expulsados en 1964, en medio de la controversia sobre su trabajo durante el régimen nazi. El gobierno socialista de la República Democrática Alemana, en especial Albert Norden, lo criticó duramente desde diciembre de 1963. Después de renunciar a su cargo de parlamentario en 1965, Krüger trabajó como abogado. Falleció en Bonn el 3 de noviembre de 1971.